# قزل‌آلای سرفولادی

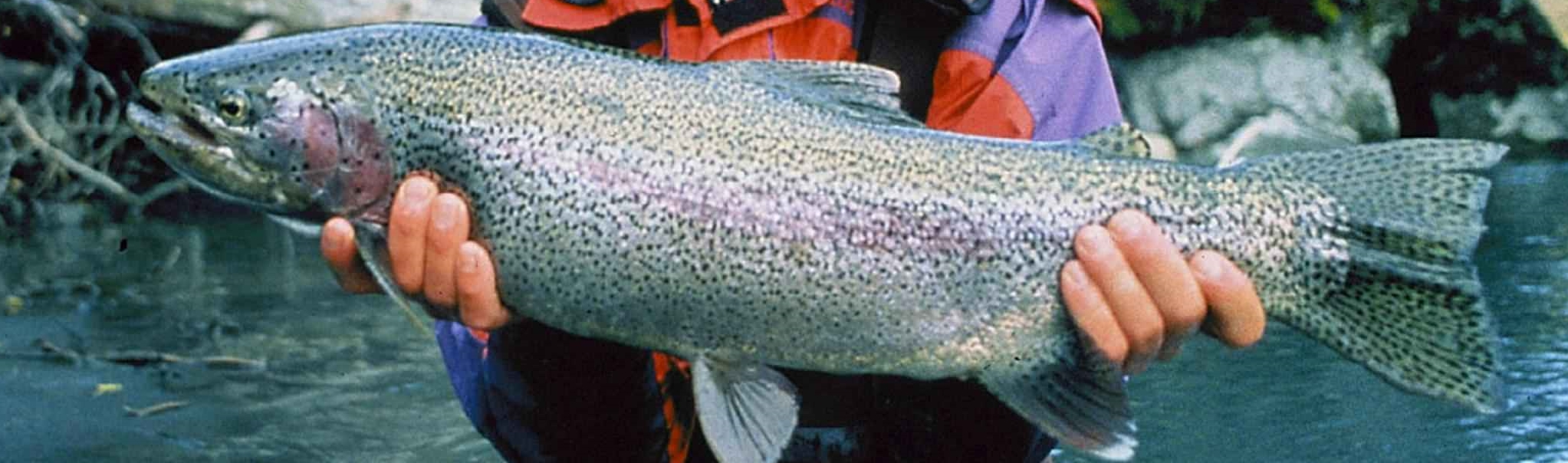

قزل آلای سرفولادی یا قزل آلای استیل هد، نام رایج گونه مهاجر قزل آلای رنگین کمان ساحلی (Oncorhynchus m. irideus) یا قزل آلای نوار قرمز (O. m. gairdneri) است. استیل هد بومی شاخه‌های آب سرد حوضه اقیانوس آرام در شمال شرق آسیا و آمریکای شمالی است. مانند سایر ماهیهای قزل آلا و ماهی آزاد، که در آب شیرین تخم ریزی می‌کنند، بچه ماهی‌ها برای چند سال به اقیانوس مهاجرت می‌کنند و در دوره بلوغ و بزرگسالی برای تخم ریزی به رودخانه‌های زادگاه خود بازمی‌گردند.
آن دسته از قزل آلاهای رنگین کمان آب شیرینی که به دریاچه‌های بزرگ معرفی شده و برای تخم ریزی به رودهای و شاخه‌های فرعی مهاجرت می‌کنند، استیل هد نامیده می‌شوند. در جزیره تاسمانی واقع در کشور استرالیا، استیل هدهایی که به صورت تجاری تکثیر می‌شوند، قزل آلای اقیانوسی نامیده می‌شوند.

## شرح

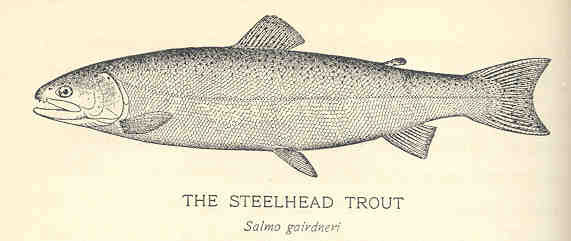

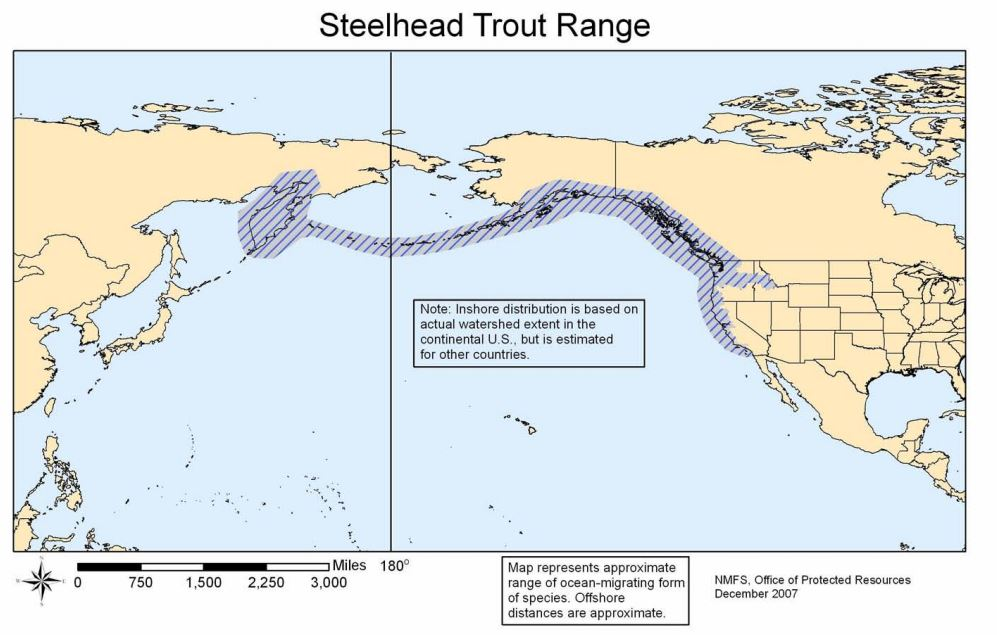
محدوده بومی استیل هد، شکل آندروموس O. mykiss

نوع آب شیرین قزل آلای استیل هد، قزل آلای رنگین کمان (Oncorhynchus mykiss) است. تفاوت بین این گونه‌ها در این است که استیل هد به اقیانوس مهاجرت کرده و برای تخم‌ریزی به رودخانه‌ها و شاخآب‌های رودخانه‌های آب شیرین بازمی‌گردد، در حالی که قزل‌آلای رنگین‌کمان غیر مهاجر آب شیرین را ترک نمی‌کند. استیل هد نیز بزرگتر و کم رنگتر از قزل آلای رنگین کمان است و می‌تواند تا ۵۵ پوند (۲۵ کیلوگرم) وزن و ۴۵ اینچ (۱۱۰ سانتیمتر) طول داشته باشد. آنها می‌توانند تا ۱۱ سال عمر کرده و چندین بار تخم ریزی کنند. بدن قزل آلای استیل هد نقره ای و دارای سر گردتری نسبت به قزل آلای رنگین کمان است. نقطه‌های سیاه و یک نوار قرمز یا صورتی به صورت افقی در دو طرف ماهی وجود دارد. این رنگ نقره ای و سر گرد دلیل نامگذاری ماهی استیل هد (کله فولادی) می‌باشد.
تعدادی از بخش‌های جمعیتی متمایز از استیل هد در سراسر ایالات متحده در معرض خطر انقراض یا تهدید هستند که عمدتاً به دلیل مسدود شدن آبراه‌ها به دلیل ساخت سدها است. دلایل انسانی، همانند سایر موجودات، پیامدهای قابل توجهی در کاهش جمعیت قزل آلای سر فولادی داشته‌است.

## مشخصات
در حال حاضر استیل هد محبوب‌ترین ماهی در ورزش ماهیگیری سراسر کالیفرنیای شمالی است و ریشه ای تاریخی در آن منطقه دارد، به همین دلیل این ماهی دارای "ارزش اقتصادی و همچنین فرهنگی" است (Moyle, Israel, & Purdy, 2008). برخلاف تصور رایج، استیل هد کالیفرنیا همان گونه ساحلی ماهی قزل آلای رنگین کمان(Oncorhynchus mykiss) است. در حقیقت "قزل آلای رنگین کمان نسخه محصور در خشکی استیل هد بوده و در طول زندگی خود در همان آب شیرین زادگاه خود باقی می‌ماند" (کینگ کانتی، ۲۰۱۶) . گونه اقیانوس‌پیمای استیل هد(Oncorhynchus mykiss irideus) دارای ویژگی‌های تطبیقی منحصربه‌فردی گردیده‌است که این ماهی را از همتای معمول خود (قزل آلای رنگین کمان) متمایز می‌کند. این ویژگی امکان توزیع گسترده‌تری از این گونه در سراسر شمال غرب اقیانوس آرام، از جمله مناطق ساحلی کالیفرنیا را فراهم کرده‌است. در واقع، "قزل آلای رنگین کمان ساحلی پراکنده‌ترین شکل ماهی قزل آلای بومی است" (CA.gov). قزل آلای استیل هد جزو شاخص‌های قوی از وضعیت نهرها و رودهای کالیفرنیا هستند. جمعیت‌های بزرگ از ماهی قزل آلا و ماهی قزل آلا بومی در جایی یافت می‌شوند که نهرها در شرایط مناسبی قرار دارند" (Moyle، اسرائیل، و پردی، ۲۰۰۸).
استیل هد یک ماهی شکارچی اقیانوس پیما با طول عمر معمولی بین ۴ تا ۶ سال است. همانند قزل آلای رنگین کمان معمولی، استیل هد در جوانی عمدتاً با زئوپلانکتون‌ها تغذیه می‌کند و سپس به خوردن ماهی، برخی جوندگان، نرم تنان و سخت پوستان روی می‌آورد. با این حال، زمانی که این ماهی‌ها وارد اقیانوس باز می‌شوند، رژیم غذایی آنها معمولاً شامل ماهی مرکب، سخت پوستان و ماهی‌های کوچک از جمله آنچوی، شاه ماهی و ساردین است، اگرچه این رژیم غذایی به منطقه جغرافیایی که استیل هد تغذیه می‌کند بستگی دارد. «قزل آلای رنگین کمان و استیل هد دو اکوتیپ متفاوت را نشان می‌دهند که از نظر ژنتیکی یکسان هستند اما با استراتژی‌های تاریخ زندگی از هم جدا شده‌اند» (هیت ۲۰۰۱). تنوع بیولوژیکی منحصر به فرد قزل آلای سرفولادی از قزل آلای رنگین کمان، از طریق ظرفیت مهاجرت به اقیانوس باز تعیین می‌شود که به ماهی اجازه می‌دهد در موارد متعدد به آب شیرین و آب شور مهاجرت کند.

### رفتار خانگی
شاید جالب‌ترین و گیج‌کننده‌ترین ویژگی قزل‌آلای سرفولادی رفتار خانه‌نشینی آن و ظرفیت این گونه برای تشخیص دقیق مکان‌های تخم‌ریزی اولیه‌اش علی‌رغم جرات رفتن و بازگشتن از اقیانوس و مراجعت دوباره به همان محل نهر آب شیرین زادگاهشان در موارد متعدد در طول زندگی‌شان باشد. این گونه با ثبت غلظت املاح و مشخصات شیمیایی یک جریان آبی از طریق مشخصه بیولوژیکی یک نشانگر شیمیایی و استفاده از موقعیت خورشید و شمال مغناطیسی، برای حرکت به سمت مناطق تخم ریزی استفاده می‌کند. پس از اینکه به مدت ۱ تا ۴ سال در اقیانوس آزاد تغذیه شدند حتی پس از پیمودن صدها مایل، این اثر شیمیایی به استیل‌هد اجازه می‌دهد تا پس از بازگشت به آب شیرین، محل‌های تولد دقیق خود را شناسایی کند. قزل‌آلای سرفولادی به‌طور منحصربه‌فردی با محیط خود سازگار است.

## تخم ریزی
در طول تخم‌ریزی، ماهی‌ها تخم‌های خود را روی شن‌های شاخه‌های فرعی رودهای آب شیرین می‌گذارند. ماده حفره ای حفر می‌کند. عمق ترجیحی برای تخم ریزی سرفولادی ۶ اینچ تا ۱۴ اینچ است. پس از حفر حفره تخم‌هایش را می‌گذارد و یک نر آنها را بارور می‌کند. سپس ماده‌ها تخم‌ها را با شن می‌پوشانند. بسته به اندازه ماهی ماده ممکن است تا ۹۰۰۰ تخم در حفره بگذارد. سپس ماده تخم‌ها را در یک پای شن دفن می‌کند. تخم‌ها تا زمانی که رسیده و باز شوند در شن باقی می‌مانند. بر خلاف سایر ماهی‌های قزل آلا و آزاد که فقط یک بار می‌تواند تخم ریزی کند، استیل هد ممکن است به اقیانوس برگردد و در فصل تخم ریزی چندین بار از رودخانه بازگردد.

## شیلات و اکولوژی

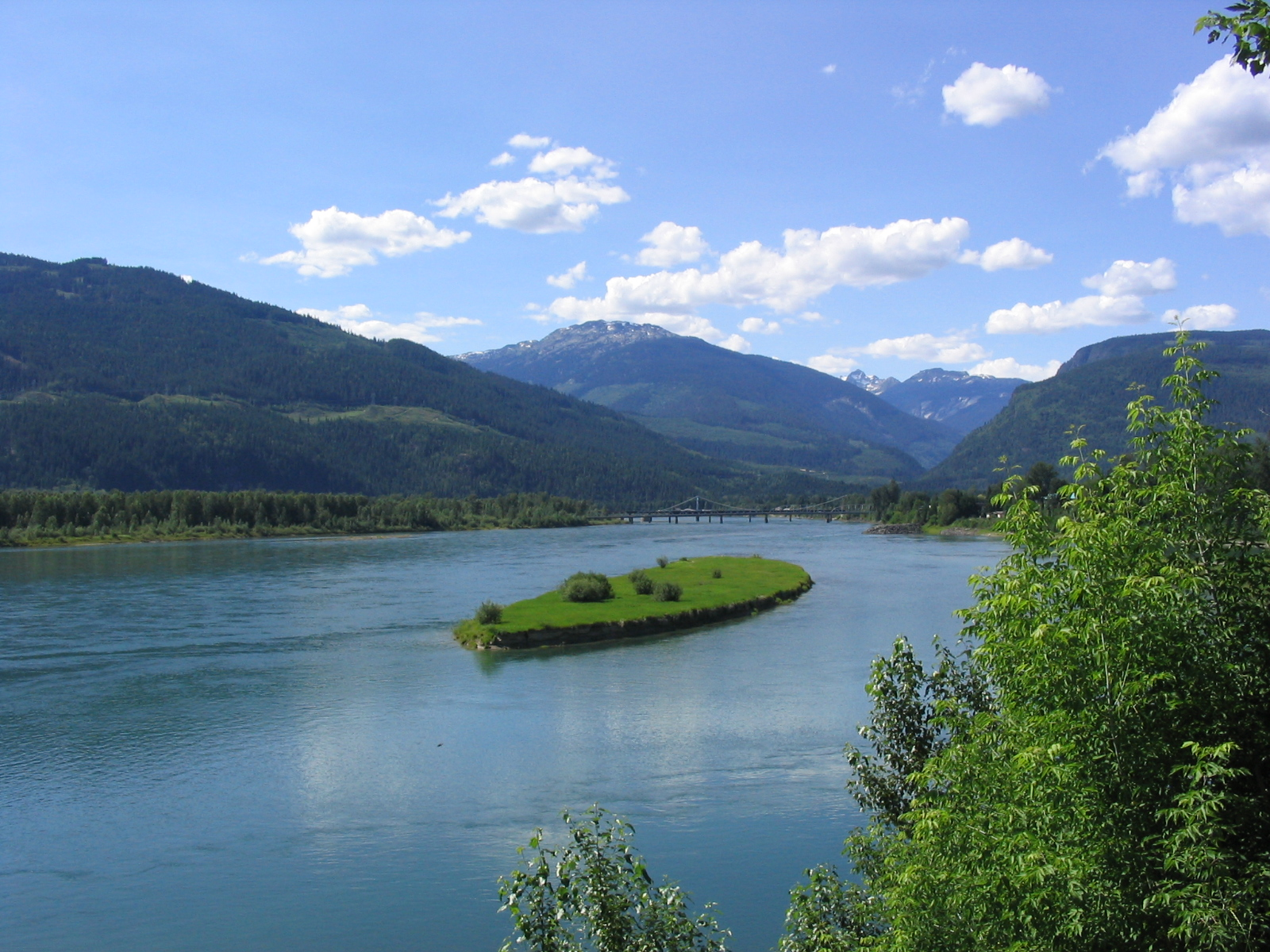

ماهیگیری بومی قزل آلای سرفولادی در آمریکای شمالی «به سمت غرب کوه‌های راکی» در سراسر مناطق ساحلی ایالات متحده (فدراسیون ملی حیات وحش) مرسوم است. کارخانه‌های تولید بچه ماهی در سراسر ایالات متحده، در ایالت‌هایی مانند آیداهو، پنسیلوانیا، و نیویورک به وجود آمده‌اند و ماهی قزل آلای غیر بومی را برای ماهیگیری ورزشی در آب‌های محلی رها می‌کنند و همچنین مقدار کلی ماهی قزل آلای سرفولادی در ایالات متحده را دوباره پر می‌کنند. پربارترین و تاریخی‌ترین مکانهای صید ماهی قزل آلا در آلاسکا، واشینگتن و اورگان واقع شده‌است. آیداهو با بیش از ۲۰ محل تولید بچه ماهی و تعامل با جمعیت بومی در سراسر رودخانه‌ها و نهرهای یخی بکر این ایالت، میزبان و محل پررونقی برای جمعیت ماهیگیری داخلی است. در کالیفرنیای شمالی، طی دهه‌های گذشته جعیت سرفولادی‌ها به دلیل صید بی‌رویه و آلودگی در مناطقی مانند رودخانه روسیه و دلتای ساکرامنتورو رو به کاهش و در معرض خطر بوده‌است. با این حال، به دلیل تقویت رودها با بچه ماهی و تلاش‌های حفاظتی برای تقویت مجدد جمعیت گونه‌های بومی در واشینگتن و اورگان، وضعیت رو به بهبود است. در نتیجه شهرنشینی و تلاش‌های حفاظتی نسبتاً نادرست در گذشته، این مناطق به‌طور قابل‌توجهی در معرض تهدید و حتی برخی از آنها در خطر هستند. با این حال، هنوز امیدواری برای بهبود وضعیت وجود دارد. بخش‌های جمعیتی قابل توجه ماهی قزل آلای فولادی عبارتند از:

### ۱. جنوب کالیفرنیا
- در معرض خطر

### ۲. دره مرکزی کالیفرنیا
- تهدید شده

### ۳. ساحل مرکزی کالیفرنیا
- تهدید شده

### ۴. رود کلمبیا پایین
- تهدید شده

### ۵. رودخانه کلمبیا میانه
- تهدید شده

### ۶. کالیفرنیای شمالی
- در معرض خطر

### ۷. پوگت ساند
- . تهدید شده

### ۸. حوضه رودخانه مار
- تهدید شده

### ۹. ساحل جنوب مرکزی کالیفرنیا
- آسیب‌پذیر

### ۱۰. رودخانه کلمبیا بالا
- تهدید شده

### ۱۱. رودخانه ویلامت
- تهدید شده

### ۱۲. رودخانه کلمبیا میانه
- جمعیت تجربی

- (اداره ملی اقیانوسی و جوی، وزارت بازرگانی ایالات متحده)
حفاظت از این ۱۲ مرکز جمعیتی کلیدی ماهی قزل آلا، برای بقای آنها بسیار مهم است. سه عامل مهم اکولوژیکی قزل آلای سرفولادی عبارتند از «در دسترس بودن زیستگاه، دسترسی به مناطق تخم ریزی، و بقای مراحل زندگی اقیانوسی و آب شیرین» (فولتون). ماهی قزل آلای سرفولادی نقش مهمی در زندگی مردم بومی آن مناطق دارد زیرا معیشت آنها به شدت به کیفیت آب و محیط طبیعی بکر بستگی دارد. اگرچه قزل آلای سرفولادی به عنوان یک گونه اصلی در نظر گرفته نمی‌شود، اما نقش اکولوژیکی حیاتی در محیط طبیعی خود نه تنها به عنوان یک گونه شاخص برای کیفیت زیستگاه بلکه به عنوان منبع غذایی اولیه برای پستانداران شکارچی و لاشخورها، از جمله انسان، ایفا می‌کند. چندین شرایط می‌تواند موفقیت اکولوژیکی جمعیت قزل آلای سرفولادی را تعیین کند، از جمله شرایط خارجی مربوط به تجاوز و آلودگی انسان. جمعیت ماهی قزل آلا در مناطقی با جمعیت انسانی متمرکز تا حد زیادی با مشکل مواجه شده‌است. در ارتباط با کاهش تعداد قزل آلای سرفولادی نیز، کاهش کیفیت زیستگاه در این مناطق شهری است. داستان انسان به‌طور منحصر به فردی با سرفولادی در هم آمیخته‌است زیرا این گونه مهم از ماهی قزل آلا، اهمیت فرهنگی بسیار زیادی در تاریخ طبیعی آمریکا دارد. علاوه بر این، چشم‌انداز بقای این گونه به شدت به تلاش‌های حفاظتی و تکنیک‌های کاهش تهدید این گونه بستگی دارد.

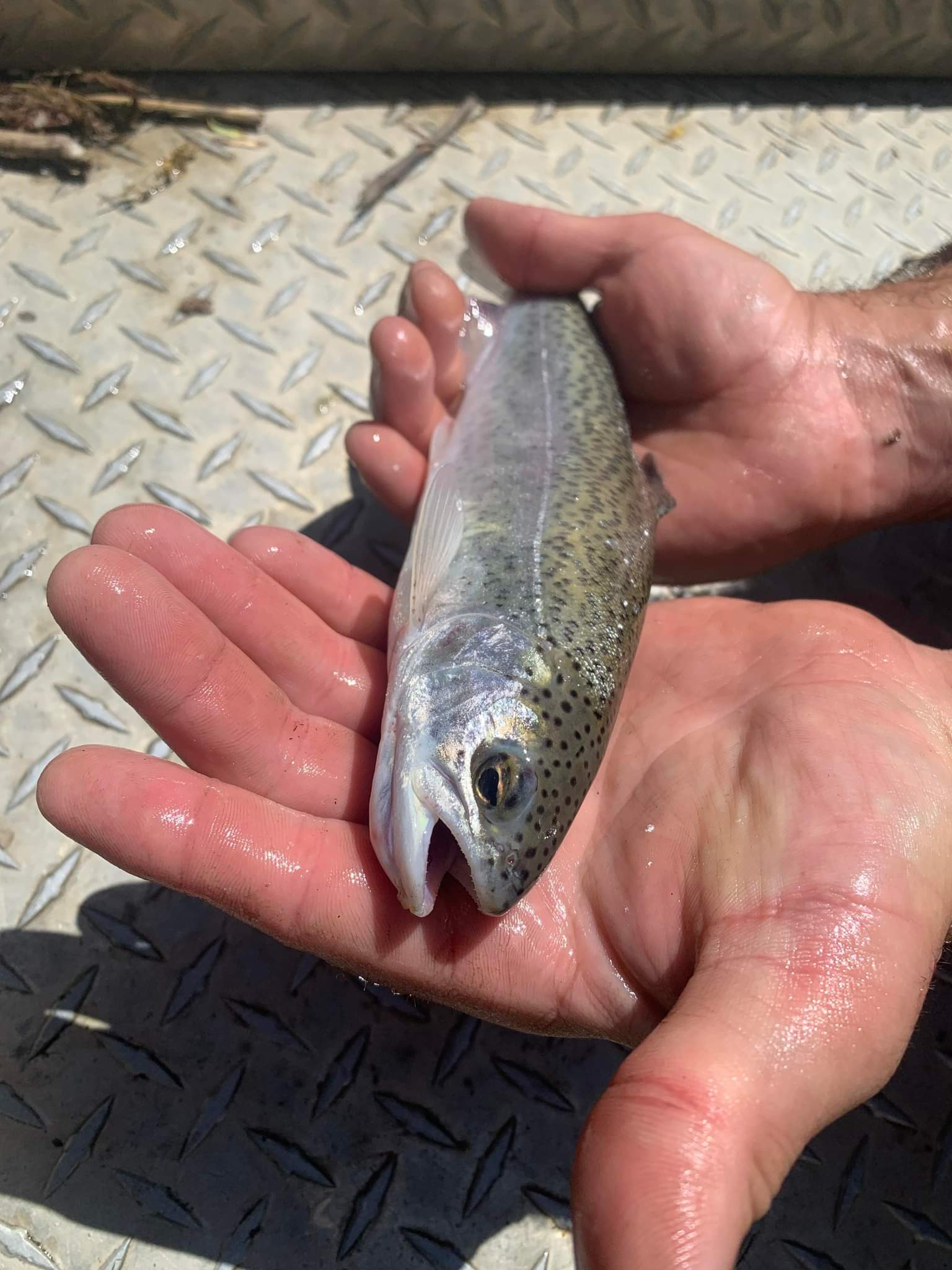
استیل هد صید شده در رودخانه ساکرامنتو در نزدیکی شهر یوبا، کالیفرنیا.

## یادداشت
1. ↑  "Mariculture in Tasmania Ocean Trout". Marine Education Association of Australasia. Retrieved 2014-02-23.
2. 1 2  "Rainbow Trout and Steelhead". The National Wildlife Federation.
3. ↑  "Southern Steelhead: A Story of Recovery". California Trout. 7 February 2018.
4. ↑  "Steelhead". www.calfish.org. Retrieved 2019-11-17.

آرون فولتون "مروری بر ویژگی‌ها، نیازهای زیستگاه، و اکولوژی قزل آلای سر فولادی Anadromous (Oncorhynchus Mykiss) در حوضه Skeena، ۱۵ ژوئن ۲۰۰۴، ۱۶.
«طرح چندگونه ساحلی جلد سوم: سر فولادی کالیفرنیای شمالی.» NOAA Fisheries، 2016. https://www.fisheries.noaa.gov/resource/document/final-coastal-multispecies-recovery-plan-california-coastal-chinook-salmon .
«قزل آلای رنگین کمان ساحلی / سر فولادی.» اداره ماهی و حیات وحش کالیفرنیا، ۲۹ اکتبر 2016. https://wildlife.ca.gov/Conservation/Fishes/Coastal-Rainbow-Trout-Steelhead .
«مغازه‌های پرورش ماهی.» در ماهیگیری در آیداهو اداره ماهی و بازی آیداهو، nd https://idfg.idaho.gov/visit/hatchery .
پیتر بی. مویل، جاشوا ای. اسرائیل و صبرا ای. پردی. «ماهی قزل آلا، سر فولادی و قزل آلا در کالیفرنیا: وضعیت جانوران نمادین.» قزل آلای کالیفرنیا، ۲۰۰۸، ۲۲۰.
«قزل آلای رنگین کمان و سر فولادی.» فدراسیون ملی حیات وحش، nd https://www.nwf.org/Educational-Resources/Wildlife-Guide/Fish/Rainbow-Trout-Steelhead .
"Southern Steelhead: A Story of Recovery." قزل آلای کالیفرنیا، ۷ فوریه 2018. https://caltrout.org/news/southern-steelhead-story-recovery .
«قزل آلای سر فولادی.» ماهیگیری ماهی سالمون در حال حاضر، 2018. https://www.salmonfishingnow.com/steelhead-trout-biology/ .
«قزل آلای سر فولادی.» در شیلات NOAA. اداره ملی اقیانوسی و اتمسفر، nd https://www.fisheries.noaa.gov/species/steelhead-trout .
«شناسایی قزل آلا سر فولادی.» شهرستان کینگ، ۱۰ نوامبر 2016. https://www.kingcounty.gov/services/environment/animals-and-plants/salmon-and-trout/identification/steelhead.aspx .
V. Kuhnlein, Harriet و Murray M. Humphries. "قزل آلای رنگین کمان (قزل آلای سر فولادی)" در غذاهای سنتی حیوانی مردمان بومی شمال آمریکای شمالی. مرکز تغذیه و محیط زیست مردمان بومی، nd http://traditionalanimalfoods.org/fish/freshwater/page.aspx?id=6151 .